# オールスターゲーム
オールスターゲーム（All-star Game）とは、主にスポーツなどで事前のファン投票によって選手を選抜して行う試合・競技・競走のことをいう。
野球
- MLBオールスターゲーム（アメリカ・メジャーリーグベースボール〈大リーグ〉）
  - オールスター・フューチャーズゲーム
- ABLオールスターゲーム（オーストラリアン・ベースボールリーグ）
- オールスターゲーム（NPB）（日本プロ野球機構）
  - 職業野球東西対抗戦（1リーグ時代）1937 - 49
  - フレッシュオールスターゲーム（ファーム（二軍）リーグ）
- KBOオールスターゲーム（韓国プロ野球）

サッカー
- 東日本大震災復興支援 Jリーグスペシャルマッチ
- Jリーグオールスターサッカー
  - JSL東西対抗戦（JSL時代）
- Kリーグオールスター戦
- JOMO CUP（Jリーグ選抜対Kリーグ選抜によるオールスターゲーム）
- なでしこリーグオールスター
  - JLSL東西対抗戦（JLSL時代）
- MLSオールスターゲーム
- Aリーグオールスターゲーム

バスケットボール
- NBAオールスターゲーム
  - Gリーグオールスターゲーム
- WNBAオールスターゲーム
- NBLオールスターゲーム
- B.LEAGUEオールスターゲーム
  - bjリーグオールスターゲーム
  - NBLオールスターゲーム
    - JBLオールスターゲーム（JBL時代）
- Wリーグオールスター

アイスホッケー
- NHLオールスターゲーム
- KHLオールスターゲーム
- アイスホッケーヒーローズ（アジアリーグアイスホッケー）

ラグビー
- トップリーグオールスター
- ステート・オブ・オリジン

バレーボール
- SVリーグオールスターゲーム
  - Vリーグオールスターゲーム

フットサル
- Fリーグオールスターゲーム

プロレス
- プロレス夢のオールスター戦 - 日本、1979年

アメリカンフットボール
- プロボウル

卓球
- JAPAN オールスタードリームマッチ（Tリーグ）

ボクシング
- チャンピオンカーニバル

自動車競技
- SUPER GTのオールスター戦
- モンスターエナジー・NASCARオールスターレース

公営競技
- オールスター競輪
  - ガールズケイリンコレクション
- オールスターオートレース
- 競艇の笹川賞競走（愛称：ボートレースオールスター）

なお、オールスターゲームとは名乗っていないが、中央競馬の有馬記念や宝塚記念もファン投票による選出であり、特に前者（有馬記念）はプロ野球のオールスターゲームを参考に企画された歴史的経緯から、一種のオールスターゲームとみなされる場合もある。
その他
- フィギュアスケートのエキシビション
- SUNTORY 将棋オールスター 東西対抗戦